# Julien Lucas
Pour les articles homonymes, voir Lucas.
Julien Lucas est un acteur et réalisateur français, né le 28 janvier 1976 aux Lilas.

## Biographie
Diplômé du Conservatoire national supérieur d'art dramatique en 2002, Julien Lucas fait ses premiers pas au cinéma dans le film dramatique Résistance de Todd Komarnicki aux côtés de Sandrine Bonnaire et de Julia Ormond, puis auprès de la réalisatrice Tonie Marshall dans la comédie France Boutique.

## Théâtre
- L'Achat du cuivre, mise en scène Philippe Adrien
- Les Aveugles, mise en scène Sébastien Eveno
- Une noce, mise en scène Sébastien Eveno
- 2001 : Dom Juan, mise en scène Guy Lumbroso
- 2001 : Liliom, mise en scène Guy Lumbroso
- 2002 : Sur le vif, mise en scène Caterine-Anne Tep
- 2002 : À Moscou : À Moscou !, mise en scène Joël Jouanneau
- 2002 : Richard II, mise en scène Paul Desvaux
- 2003 : Haute surveillance, mise en scène Vincent Ecrepon
- 2004 : Dans l'intérêt du pays, mise en scène Matthew Jocelyn

## Filmographie

### Cinéma
- 2002 : Résistance de Todd Komarnicki
- 2002 : France Boutique de Tonie Marshall
- 2004 : Sédition populaire d'Antonio Hebrard
- 2005 : Les Amants réguliers de Philippe Garrel
- 2006 : Home de Patric Chiha
- 2006 : You Belong to Me de Sam Zalutky
- 2009 : Qu'un seul tienne et les autres suivront de Léa Fehner
- 2009 : Le Naufragé (court métrage) de Guillaume Brac
- 2009 : Adieu Molitor de Christophe Regin
- 2010 : Surfeurs de Julien  Lucas
- 2010 : Bye Bye Blondie de Virginie Despentes
- 2010 : Une vie meilleure de Cédric Kahn
- 2013 : La Jalousie de Philippe Garrel
- 2014 : Bangkok United de Christophe Regin
- 2015 : Médecin de campagne de Thomas Lilti
- 2017 : Jusqu'à la garde de Xavier Legrand

### Télévision
- 2003 : PJ de Gérard Vergez
- 2004 : Nuit noire, 17 octobre 1961 d'Alain Tasma
- 2005 : Les Rois maudits de Josée Dayan
- 2005 : Engrenage de Pascal Chaumeil
- 2009 : La Maison du péril d'Éric Woreth
- 2010 : Accusé Mendès France de Laurent Heynemann
- 2010 : Les Beaux Mecs de Gilles Bannier
- 2019 : Les Sauvages de Rebecca Zlotowski
- 2020 : Meurtres à Toulouse de Sylvie Ayme

### Réalisateur et scénariste
- 2004 : Niava (court métrage)
- 2006 : Loto (court métrage)
- 2006 : Comme un homme (court métrage)
- 2010 : Surfeurs (court métrage)

## Doublage

### Cinéma

#### Films
- Matthias Schoenaerts dans : 
  - Danish Girl (2016) : Hans Axgil
  - Nos âmes la nuit (2017) : Gene
  - Red Sparrow (2018) : Ivan Dimitrevich Egorov
- 2003 : 11:14 : Duffy (Shawn Hatosy)
- 2008 : Slumdog Millionaire : Salim Malik (Madhur Mittal)
- 2008 : August (en) : Tom Sterling (Josh Hartnett)
- 2011 : Thor : Frandall (Josh Dallas)
- 2014 : Godzilla : ? (?)
- 2015 : Star Wars, épisode VII : Le Réveil de la Force : ? (?)
- 2016 : Rogue One: A Star Wars Story : ? (?)
- 2016 : Zoolander 2 : Justin Bieber (Justin Bieber)
- 2016 : Un jour dans la vie de Billy Lynn : ? (?)
- 2017 : Sandy Wexler : ? (?)
- 2017 : War Machine : le chef des troupes
- 2017 : Conspiracy : ? (?)
- 2018 : Décharnés : Shane Sherman (Matthew Munroe)

### Télévision

#### Téléfilms
- 2019 : Les 12 traditions de Noël : Alex Taylor (Zach Tinker)
- 2021 : Les Fabuleux Miracles de Noël : Eric Fellman (Alberto Frezza (en))

#### Séries télévisées
- Lee Ingleby dans :
  - Inspecteur George Gently (2007-2017) : John Bacchus (25 épisodes)
  - Luther (2011) : Cameron Pell (saison 2, épisodes 1 et 2)

- 2007 : Doctor Who : Jeremy Baines (Harry Lloyd)
- 2008 :  Heroes : Jesse Murphy (Francis Capra)
- 2008 : Samurai Girl : Otto (Kyle Labine)
- 2008 : The Last Enemy : Stephen Ezard (Benedict Cumberbatch)
- 2009 : The Unit : Commando d'élite : Sam McBride (Wes Chatham)
- 2010-2011 : Love / Hate : Stephen "Stumpy" Doyle (Peter Campion)
- 2011-2013 : Grand Hôtel : Javier Alarcón (Eloy Azorín)
- 2011-2013 : Suits : Avocats sur mesure : Clifford Danner (Neil Brown Jr.)
- 2012 : Joséphine, ange gardien, épisode Le Cirque Borelli : Alex (Michal Boltnar)
- 2015-2019 : Mr. Robot : Elliot Alderson (Rami Malek) (46 épisodes)
- 2016 : Les Médicis : Maîtres de Florence : Cosimo de Medicis (Richard Madden) (8 épisodes)
- 2016-2017 : Conviction : Franklin « Frankie » Cruz (Manny Montana)
- 2017 : Room 104 : Anish (Karan Soni)
- 2019 : My First First Love : Teo (Ji Soo)

#### Séries d'animation
- 2013[1] : JoJo's Bizarre Adventure : Caesar Zeppeli